# 6대 닥터
6대 닥터 (Sixth Doctor, 여섯 번째 닥터)는 영국 BBC의 텔레비전 SF 드라마 《닥터 후》의 주인공인 닥터의 생애 중 하나이다. 배우 콜린 베이커가 배역을 맡았다. 드라마 설정상 닥터는 갈리프레이 행성 출신의 외계 종족 타임로드로, 타디스란 타임머신을 타고 동행자와 함께 시공간을 여행한다. 닥터는 죽음에 직면하면 재생성을 거치며, 닥터의 모습과 성격이 변화하게 된다.
콜린 베이커가 맡은 6대 닥터는 거만하고 현란한 성격에 화려한 형형색색의 의상을 입은 모습으로 그려지며, 야단스럽고 잘난 체 하는 행동은 이전 닥터들과 뚜렷한 차이를 보인다. 총 3개 시즌에 걸쳐 출연하였으며, 1984년 방영된 〈The Caves of Androzani〉의 마지막회에서 5대 닥터가 재생성하면서부터 1986년 방영된 〈The Twin Dilemma〉를 마치는 시점까지 등장하였다. 
6대 닥터의 활동기는 《닥터 후》의 침체기이기도 했는데, BBC 담당국장 마이클 그레이드가 시즌 22 방영 완료 직후 18개월 동안 제작 중단 조치를 내린 것이 결정적이었다. 이 기간 동안 《닥터 후》의 방송 내역이라곤 1985년 7월 25일부터 8월 8일까지 BBC 라디오 4의 어린이 프로그램 〈피라트 라디오 포〉의 한 코너로 'Slipback'이란 에피소드가 제작 방영된 것이 전부였다.
시즌 23의 경우 제작 중단 및 연기 조치 이전까지만 하더라도 각 에피소드의 초본이 이미 완성된 상태였으며 최소 1개 에피소드는 캐스팅과 제작이 이뤄지고 있었다. 제작 연기가 결정된 이후에도 "The Nightmare Fair", "The Ultimate Evil", "Mission to Magnus", "Yellow Fever and How to Cure It"을 비롯한 나머지 이야기들이 25분 분량의 에피소드 형식으로 기획되고 있었다. 하지만 이들 에피소드는 1985년 시즌 23이 〈The Trial of a Time Lord〉 (타임로드의 재판)이라는 하나의 큰 이야기로 다시 기획 제작되면서 모두 없던 일이 되었다.
콜린 베이커는 출연 계약 기간을 4년으로 설정하였는데, 이는 5대 닥터를 맡은 배우 피터 데이비슨이 이례적으로 3년만 채우고 하차했기 때문이었다. 하지만 드라마의 인기가 떨어짐과 동시에 빚어진 제작진과의 불화로, 콜린 베이커도 3년만 활동하고 드라마에서 하차하게 된다. 총 8개 스토리에 불과한 짧은 활동기간 탓에 6대 닥터의 동행자 역시 2명밖에 없는데, 미국의 여대생 페리 브라운 (니콜라 브라이언트)와 멜 부시 (보니 랭퍼드)가 그들이다. 멜 부시의 경우에는 두번째 동행자라고는 하지만 본래는 미래의 닥터와 처음 만난 사람으로서, 6대 닥터가 재판정에 설 때 한번 더 만나 동행자로 합류하게 되었다. 
1986년 콜린 베이커의 하차 이후, 6대 닥터는 1993년 스페셜 〈Dimensions in Time〉에 다시 등장하였으며, 2005년부터 재개된 뉴 시즌에서도 특별 출연으로 가끔식 등장한다. 또한 소설판과 오디오극 기반의 확장 세계관에서도 6대 닥터를 주인공으로 한 스토리가 여럿 제작되었는데, TV영화 출연밖에 하지 못한 8대 닥터를 제외하면 그 어떤 닥터보다 많은 작품수를 자랑한다. 오디오극 〈The Marian Conspiracy〉 (2000)에서는 이블린 스미스 박사라는 새로운 동행자가 소개되었는데 특유의 날카로운 입담으로 닥터의 불친절한 성격을 꾸준히 고쳐나가, 6대 닥터가 인정 많고 호감가는 캐릭터로 진화하는 계기가 되었다. 이와 함께 웹캐스트로 제작된 〈Real Time〉 (2003)에서는 6대 닥터의 의상이 푸른색으로 통일된 외투로 바뀌었으며, 이후 수많은 오디오극에서 그와 같은 모습으로 묘사되기에 이른다.

## 같이 보기
- 닥터 후의 역사